# Air Columbus
Air Columbus — бывшая чартерная авиакомпания со штаб-квартирой в Лиссабоне, Португалия.

## История
Авиакомпания Air Columbus (Transporte Aereo Nao Regular) основана в 1989 году для обеспечения чартерных пассажирских перевозок из аэропортов Фуншала и Фару в страны Северной Европы. Первоначально флот перевозчика состоял из одного самолёта Boeing 727, у которого были проведены работы по технической модернизации двигателей с целью повышения их тяговооружённости и топливной эффективности. Первый пробный рейс компании был выполнен 5 октября 1989 года из Аэропорта Фару в лондонский аэропорт Гатвик, на борту находились экипаж и технические специалисты британской корпорации Avro.
В дальнейшем расписание чартеров включало в себя прямые рейсы из Фуншала в Великобританию, а также трансатлатические рейсы из аэропортов Терсейра и Понта-Делгада (Азорские острова) в Монреаль (Канада) и Провиденс (Род-Айленд, США). В марте 1990 года парк перевозчика пополнился вторым самолётом Boeing 727, а в начале 1992 года — тремя лайнерами Boeing 737—200, взятыми в аренду у норвежской авиакомпании Norway Airlines.
На пике своего развития Air Columbus выполняла пассажирские перевозки из Фару, Фуншала, Лиссабона и Порту в аэропорты Испании (включая Канарские острова), Франции, Германии, Великобритании, Финляндии, Швеции, Австрии, Швейцарии, Италии, Соединённых Штатов Америки и Канады.
В 1993 году в коммерческой деятельности авиакомпании начала наблюдаться стагнация, а затем и общий спад, связанный со снижением объёмов перевозок и неэффективным менеджментом перевозчика. Все эти проблемы в сочетании с общим экономическим спадом в области туристического бизнеса и финансовыми проблемами одного из главных акционеров Air Columbus компании Sterling Airways привели авиакомпанию в конце 1994 года к полному банкротству.

## Флот
В разные периоды своей работы авиакомпания Air Columbus эксплуатировала следующие типы самолётов:
- Boeing 727-2J4Adv(RE)
- Boeing 737-300